# Bellevue Group

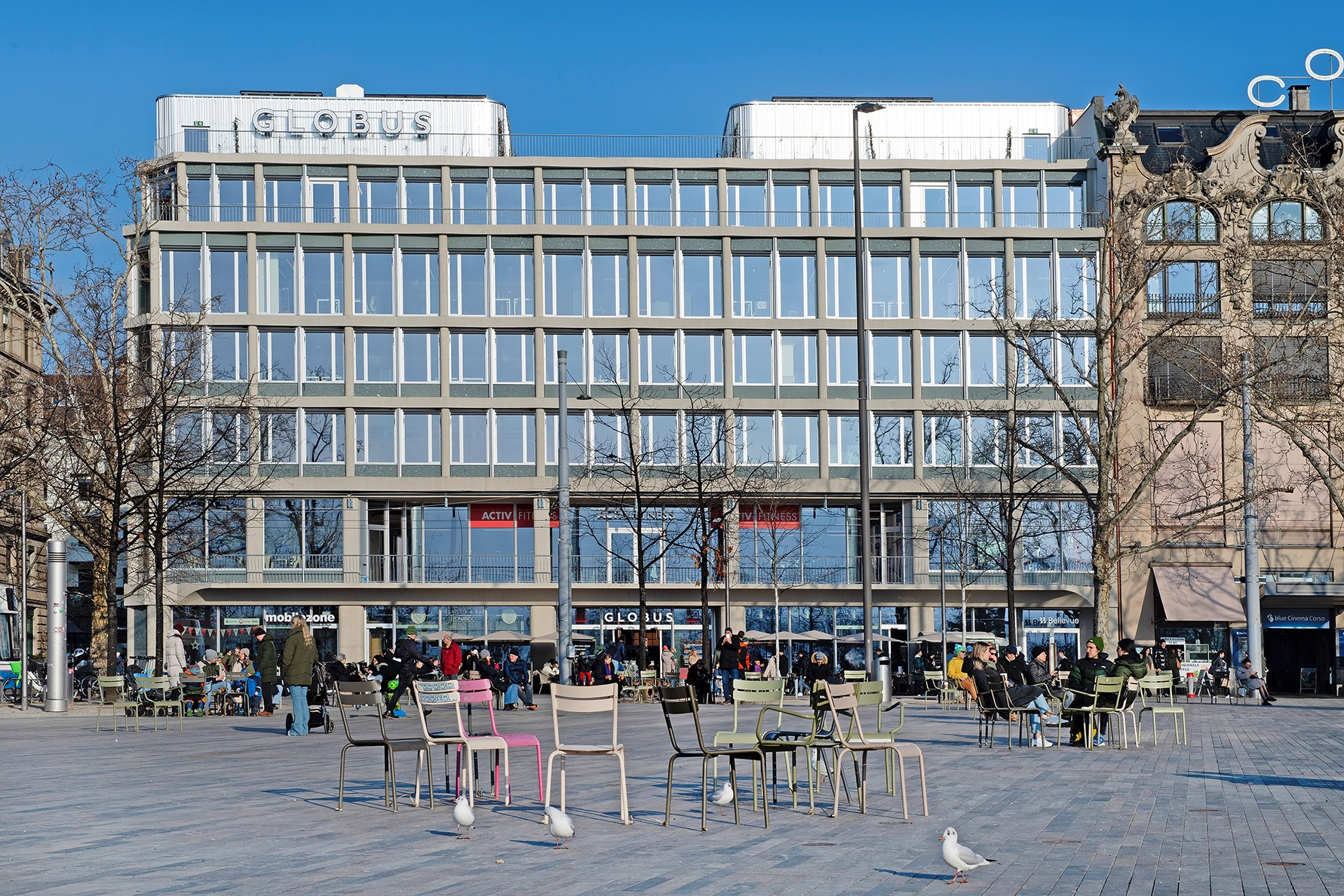
Globus/Bellevue, Aussenansicht

Die Bellevue Group AG mit Sitz in Zürich ist ein kotierter Finanzdienstleister aus der Schweiz, der im Asset Management tätig ist. Das Unternehmen bezeichnet sich als Specialty Investment Manager und ist besonders in den Bereichen Gesundheitsanlagen, Investitionen in kleine und mittelgrosse Unternehmen sowie Mischfonds, Anleihen und alternative Anlagen tätig.

## Geschäftsaktivitäten
Die wichtigsten Tochtergesellschaften der Bellevue Group sind Bellevue Asset Management und Bellevue Private Markets. Die Bellevue Group beschäftigte 2024 rund 90 Mitarbeiter und verwaltete ein Kundenvermögen von 5,8 Milliarden Schweizer Franken.

### Vermögensverwaltung und Investitionen im Gesundheits-Bereich
Der Schwerpunkt der Bellevue Asset Management liegt im Bereich Gesundheit (auch Healthcare genannt), so lag im Jahr 2024 rund 89 % des Kundenvermögens dort. Als einer der weltweit grössten Finanzinvestoren in der Biotechnologie und Medizinaltechnik beschäftigt die Bellevue Asset Management interdisziplinäre Teams aus Biochemikern, Medizinern und Ökonomen. Von einem dieser Teams wird die Investmentgesellschaft BB Biotech verwaltet. Die ehemalige Investmentgesellschaft BB Medtech, die Ende September 2009 in den Aktienfonds Bellevue Medtech & Services umgewandelt wurde, wird ebenfalls von der Bellevue Asset Management verwaltet.
Bellevue hat im Gesundheitsbereich zwölf Anlagevehikel, davon drei mit jeweils mehr als 1 Milliarde Schweizer Franken Vermögen. Insbesondere durch die Investitionen im Gesundheitsbereich verzeichnete Bellevue in den Jahren 2018, 2019 und 2020 ein steigendes Wachstum mit den Fonds Bellevue Medtech & Services, Bellevue Asia Pacific Healthcare und Bellevue Digital Health.

### Private Equity
Mit Lancierung des Vehikels Bellevue Entrepreneur Private Anfang 2021 bietet die Gruppe im Private-Equity-Bereich einen Fonds zur Wachstumsfinanzierung von kleinen und mittleren Schweizer Unternehmen an, der gemeinsam mit Unternehmerfamilien co-investiert. Entwickelt und begleitet wird die Strategie von der hundertprozentigen Tochter, dem Private-Equity-Anbieter Adbodmer, die von der Gruppe im Sommer 2019 übernommen wurde. Im Bereich Alternative Anlagen in Schweizer KMUs kam die Bellevue Group 2021 auf 1 Milliarde Schweizer Franken betreute Kundenvermögen.

## Geschichte

### 1990er und 2000er Jahre
1993 wurde die Bellevue Group gegründet, vor allem, um in den damals noch wenig beachteten Bereich Biotechnologie zu investieren. Zu den Gründern zählten Martin Bisang, der weiterhin Hauptaktionär ist, der im Jahr 2000 tödlich verunglückte Ernst Müller-Möhl sowie andere Beteiligte. Die Gruppe wurde zudem mit der Bank am Bellevue, ihrer Tochtergesellschaft, zu einem der wichtigsten Anbieter im Brokerage und speziell im Blockdeals-Geschäft auf dem Schweizer Markt. Die ersten zwei Jahre waren unter anderem geprägt durch die IPOs der BB Biotech und der BB Medtech, an denen die Bellevue Group beteiligt war.
Die ebenfalls 1993 gegründete Swissfirst AG gehört seit Dezember 2006 zur Bellevue Group. Der skandalbehaftete Name Swissfirst wurde abgelegt als das Unternehmen in der Bellevue Group aufging.

### 2010er Jahre
In der ersten Hälfte der 2010er Jahre hatte die Bellevue Group eher ertragsschwache Jahre. Aufgrund der anhaltend sinkenden Gewinnmargen und steigender Anforderungen im regulatorischen und technologischen Bereich, beschloss die Gruppe, sich strategisch in den Bereich der institutionellen Vermögensverwaltung auszurichten. Die Tochtergesellschaft Bank am Bellevue stellte im Jahr 2016 ihre Brokerage- und Corporate-Finance-Dienstleistungen ein und konzentrierte sich auf die Vermögensverwaltung.
Im September 2014 wurde von der Zürcher Kantonalbank die Adamant Biomedical Investments übernommen, wobei die Fusion von Bellevue Asset Management und Adamant im Anschluss per 1. Januar 2015 erfolgte. Durch die Übernahme stieg das verwaltete Vermögen um 831 Millionen auf 3,9 Milliarden Schweizer Franken.
Im Jahr 2016 übernahm die Gruppe den aus dem Raum Frankfurt am Main stammenden, im Jahr 1996 gegründeten Vermögensverwalter StarCapital AG. Die Übernahme erfolgte zur Stärkung der Marktpräsenz in Deutschland und Erweiterung der Anlagekompetenz. Sie schloss die gesamte Produktpalette mit einem verwalteten Kundenvermögen von rund 2,5 Milliarden Franken mit ein. Zu dieser Produktpalette gehörten neben den ETF-Strategien die globalen Aktien-, Anleihen- und vermögensverwaltenden Fonds.
Mit Wirkung zum 1. Januar 2018 übernahm StarCapital die deutsche Investmentboutique Mars Asset Management. Die Übernahme bezweckte den Ausbau des Geschäfts mit institutionellen Anlegern unter Erweiterung der im Jahr 2013 gegründeten Abteilung für regelbasierte Multi-Asset-Strategien. Zusammen mit dem von Mars Asset Management verwalteten Kundenvermögen in Höhe von 320 Millionen Euro (ca. 370 Millionen Franken), stieg nach der Übernahme das verwaltete Vermögen im Bereich der regelbasierten Strategien insgesamt auf über eine halbe Milliarde Euro.
2018 wurde der Risikokapitalfonds BB Pureos Bioventures gegründet, welcher auf der Kanalinsel Guernsey registriert ist, und an der Entwicklung innovativer oder neuer biologischer Wirkstoffe für Arzneien für Indikationen mit hohem medizinischem Bedarf arbeitet. Geplant waren Investitionen in 15 bis 20 private Arzneimittelentwicklungsunternehmen in der Schweiz, der Europäischen Union, Grossbritannien und den USA. 2018 legte die Bellevue Group mit dem BB Adamant Sustainable Healthcare zudem den ersten nachhaltigen Gesundheitsfonds auf, und unterzeichnet 2019 die UN Principles for Responsible Investment.
2019 verkaufte die Bellevue Group ihre Beteiligung an der Schweizer Börse SIX Group gemäss Medienberichten an die Credit Suisse. Ausserdem wurde im gleichen Jahr der Bereich „Privatmarktanlagen“ innerhalb der Gruppe etabliert. Damit wurden die Geschäftsfelder auf Private Equity und Private Equity Fonds erweitert. In diesem Zusammenhang wurde die von Adriana Ospel-Bodmer, Ehefrau von Ex-UBS-Präsident Marcel Ospel, im Jahr 2001 gegründete Adbodmer AG mit Sitz in Wollerau Teil der Bellevue Group. Die Adbodmer GmbH arbeitet vor allem mit mittelständischen Unternehmen der DACH-Region. 2020 wurde die Realwerk AG übernommen, um den Bereich der Privatmarktanlagen mit Beteiligungs- und Finanzierungsangeboten zu ergänzen. Zum Juni 2022 wurde die Realwerk AG aufgelöst.
2019 wurde die Tochter Bank am Bellevue an die damals von Jürg Zeltner geleitete luxemburgische KBL-Gruppe verkauft und damit das in den Jahren zuvor aufgebaute Privatkundengeschäft aufgegeben. Die KBL (seit 2020 Quintet Private Bank) übernahm sowohl die Belegschaft wie auch den Kundenstamm mit 1,6 Milliarden Schweizer Franken verwaltetem Vermögen. Bereits Ende 2021 trennte sich Quintet dann wieder vom Schweizer Geschäft.

### 2020er Jahre
Mit Beginn der Covid-19-Pandemie im Frühjahr 2020 existierte eine grosse Kundennachfrage nach Gesundheitsstrategien und das operative Ergebnis stieg in der ersten Jahreshälfte 2020 um rund 15 % auf 17,5 Millionen Franken. 2021 konnte das bisher beste Firmenergebnis mit einem Umsatz von 142,16 Millionen Schweizer Franken und einem Gewinn von 43,1 Millionen Franken erzielt werden, der Konzerngewinn nahm dabei um 93 % zu. Als Grund für den Erfolg im Geschäftsjahr wurde das stark gewachsene Interesse der Aktionäre an Gesundheitsthemen im Umfeld der Pandemie genannt. Vor allem aufgrund steigender Zinsen, die auch kleine Biotech-Unternehmen betrafen, in welche die Bellevue Group investiert, wurde die Marktlage im Jahr 2022 wieder schwächer. 2023 lag der Unternehmensgewinn bei 8 Millionen Franken, was insbesondere mit der Anlageflaute im Gesundheitsbereich begründet wurde.
Im November 2023 legte die Bellevue Group den global ausgerichteten Aktienfonds Bellevue Obesity Solutions auf. Dieser besteht aus Firmen aus den Bereichen Ernährung und Bewegung, die gegen Fettleibigkeit angehen; der Gedanke hinter der Gründung von Bellevue Obesity Solutions ist, dass aufgrund einer wachsenden Fettleibigkeit der Weltbevölkerung dieser Markt im nächsten Jahrzehnt an Relevanz gewinnt. Außerdem wurde im November 2023 der Fonds Bellevue AI Health (Lux) aufgelegt, der seinen Schwerpunkt auf Generativer Künstlicher Intelligenz (GenAI) und den daraus entstehenden Anlagemöglichkeiten im Gesundheitssektor hat.
Im Juni 2025 wurde Veit de Maddalena als exekutiver Verwaltungsratspräsident in die operative Leitung der Bellevue Group berufen. Zuvor war Gebhard Giselbrecht ab dem 1. Januar 2024 Geschäftsführer, er kam von der Credit Suisse. Er löste André Rüegg ab, der dieses Amt zuvor acht Jahre ausgeführt hatte. Auch die Stelle des Finanzchefs wurde ab März 2024 mit Stefano Montalbano neu besetzt. Die Geschäftsleitung von Bellevue Asset Management, der wichtigsten operativen Tochtergesellschaft der Bellevue Group, übernahm im Juni 2025 Markus Peter, der als Head Investments seit 2009 bei Bellevue tätig und seit 2024 auch Mitglied der Gruppengeschäftsleitung ist.

## Börse und Aktionäre
Die Gruppe ist kotiert an der Schweizer Börse SIX Swiss Exchange mit einem Streubesitz von 51,26 % (Stand März 2025); die Aktie ist Bestandteil des Swiss Performance Index. Im Herbst 2020 stieg der Investor und Milliardär Hansjörg Wyss mit 9,7 % bei der Bellevue Group ein. Stand 2024 ist Hauptaktionär Martin Bisang (23,91 %), Hansjörg Wyss hält 9,55 % und Jürg und Manuela Schäppi halten 9,18 %.

## Kritik
Die Schweizer Finanzaufsicht FINMA erteilte der Bellevue-Gruppe 2011 eine schwere Rüge für die Verletzung ihrer aufsichtsrechtlichen Organisations- und Gewährspflichten im Zusammenhang der versuchten Übernahme der Sia Abrasives durch einen Bellevue-Mandanten. Für den Wiederholungsfall drohte der Lizenzentzug. Gegen diese Massnahme ging die Bank am Bellevue AG gerichtlich vor und unterlag 2012 letztinstanzlich vor dem Bundesverwaltungsgericht.